# El Invierno
El Invierno is een Argentijnse film uit 2016, geregisseerd door Emiliano Torres.

## Verhaal
Na jaren op een 'estancia' (Zuid-Amerikaanse veeboerderij) in Patagonië te hebben gewerkt, wordt de oude voorman Evans gedwongen met pensioen te gaan. De veel jongere Jara neemt zijn plek in. De verandering is moeilijk en uitdagend voor beide mannen. Ieder moet op zijn eigen manier een manier vinden om de volgende winter te overleven.

## Rolverdeling
| Acteur              | Personage |
| ------------------- | --------- |
| Alejandro Sieveking | Evans     |
| Cristian Salguero   | Jara      |

## Ontvangst

### Recensies
Op Rotten Tomatoes geeft 100% van de 5 recensenten de film een positieve recensie, met een gemiddelde score van 7,38/10.

### Prijzen en nominaties
De film won 11 prijzen en werd voor 9 andere genomineerd. Een selectie:
| Jaar | Evenement                      | Categorie                       | Genomineerde                                              | Resultaat   |
| ---- | ------------------------------ | ------------------------------- | --------------------------------------------------------- | ----------- |
| 2016 | San Sebastián (64ste editie)   | Gouden Schelp voor beste film   | El Invierno                                               | Genomineerd |
| 2016 | San Sebastián (64ste editie)   | Speciale Juryprijs              | El Invierno                                               | Gewonnen    |
| 2016 | San Sebastián (64ste editie)   | Juryprijs voor beste camerawerk | Ramiro Civita                                             | Gewonnen    |
| 2017 | Cóndor de Plata (65ste editie) | Beste debuterend regisseur      | Emiliano Torres                                           | Gewonnen    |
| 2017 | Cóndor de Plata (65ste editie) | Beste scenario                  | Marcelo Chaparro, Emiliano Torres                         | Genomineerd |
| 2017 | Cóndor de Plata (65ste editie) | Beste montage                   | Alejandro Brodersohn                                      | Gewonnen    |
| 2017 | Cóndor de Plata (65ste editie) | Beste geluid                    | Federico Esquerro, Santiago Fumagalli, Pierre-Yves Lavoué | Genomineerd |
| 2018 | Premio Sur (12de editie)       | Beste film                      | El Invierno                                               | Genomineerd |
| 2018 | Premio Sur (12de editie)       | Beste debuterend regisseur      | Emiliano Torres                                           | Gewonnen    |
| 2018 | Premio Sur (12de editie)       | Beste vrouwelijke bijrol        | Mara Bestelli                                             | Gewonnen    |
| 2018 | Premio Sur (12de editie)       | Beste origineel scenario        | Marcelo Chaparro, Emiliano Torres                         | Genomineerd |
| 2018 | Premio Sur (12de editie)       | Beste camerawerk                | Ramiro Civita                                             | Genomineerd |